# オリーブ! Believe,"Olive"?
『オリーブ！Believe,"Olive"?』（オリーブ ビリーブオリーブ）は、文月ふうろによる日本の4コマ漫画作品。『まんがタイムきらら』（芳文社）にて、2014年10月号から2018年1月号にかけて連載された。魔法世界「カグヤノクニ」とつながる架空の熱海市を舞台にした、魔法が取り巻く女子高生たちの「不思議でおかしな、幸せいっぱいな」日常を描く。

## あらすじ
単行本1巻（SHOW #1 – SHOW #13）
高校二年生の三枝あおば、橘ちゑ、藤ヶ崎コニー、そして顧問の流川峰月（みづき）、全員が魔法使いの手品部「オリーブ」に、魔法を使えない女の子月之宮スズが入部する。スズと仲良くなるにつれ、先輩たちは彼女がどんな魔法を見ても手品だと信じ込むのを疑問に思い、やがてそれが、彼女に幼少期に施された封印魔法のせいだと知る。先輩たちは一度は封印の強行解除を試みるも失敗に終わる。その後、封印はスズとの間に心からの信頼が生まれた時に解除されることを知り、これまでどおりスズとの仲を深めていくことによって封印を解除することを密かな目標にする。
単行本2巻（SHOW #14 – SHOW #26）
オリーブは二学期文化祭でのマジックショー成功を目指し、夏休みに合宿や軽音部との共演と励んでいく。ところが文化祭前日、スズの友達の恩田ツバサに自分の正体を明かしてしまったあおばがその謝罪でみづきと一緒に訪れたカグヤノクニは事故によって隠り世とつながってしまい、二人は現世に帰れなくなる。文化祭当日、スズはみんなでショーを迎えたい思いに突き動かされて学校を飛び出し、ちゑとコニーも後に続いて三人でカグヤノクニに向かう。スズの先輩たちや先生への想いはついに彼女の封印を解除させ、三人の力を合わせた魔法がカグヤノクニの危機を救う。無事間に合ったマジックショーも大成功させ、オリーブには強い絆が生まれる。

## 登場人物

### 手品部「オリーブ」
月之宮 スズ（つきのみや スズ）
声 – 本田愛美
血液型：O型 / 誕生日：4月30日 / 星座：おうし座 
高校1年生。礼儀正しくとても素直な女の子で誰からも好かれる。
魔法使いではないが、熱海市内の月之宮神社の娘で「守人」の一族の末裔。封印魔法（後述）解除後に父礼司から守人のことを教わり、後に将来宮司を継ぐことを決める。一族の人間として「方向付けの力」を有しており、信じた方向に現実を変えることができる。
幼少期にカグヤノクニに迷い込んで魔法の存在を知ったため、その記憶を消して魔法を信じなくさせる封印魔法が施された。封印魔法は文化祭の日、先輩たちや先生との間に真の信頼が生まれたことで解除された。
三枝 あおば（さえぐさ あおば）
血液型：A型 / 誕生日：8月8日 / 星座：しし座
高校2年生の魔法使い。オリーブの部長。運動や料理が得意。熱海市内の寮で一人暮らしをしている。
オリーブの明るいムードメーカーな一方、魔法を人に知ってもらいたい気持ちが強いためたまに問題を起こすトラブルメーカーでもある。
日本の魔法界の国の一つ「ウチツクニ」出身。最年少での無詠唱魔法の習得や古術魔法の習得など、魔法の実技に秀でている。中学生の時に買ってもらった魔法道具のシルクハットがお気に入り。
橘 ちゑ（たちばな ちゑ）
血液型：B型 / 誕生日：9月3日 / 星座：おとめ座
高校2年生の魔法使い。成績優秀で真面目な女の子だが、同じ寮のあおばに私生活の面で支えてもらうずぼらな側面も。
オリーブでは頭脳派でブレーキ的存在だが、根は友達思い。スズの封印魔法の強行解除を試みる際やカグヤノクニの危機を救う際はその方法を編み出している。
日本の魔法界の国の一つ「イカツチノクニ」出身。魔法はあまり得意ではない。普段かけている眼鏡は実は伊達眼鏡で、自身で制御できない強すぎる魔力を抑えるための魔法道具。
藤ヶ崎 コニー（ふじがさき コニー）
血液型：O型 / 誕生日：3月3日 / 星座：うお座
高校2年生の魔法使い。スタイルがよくて大人びた外見の女の子。熱海で両親と一緒に暮らしていて、家庭は裕福。大食い。
楽天的な性格で、よくあおばと一緒に魔法でふざけ合う。一人っ子なため年下のスズを妹のように思って特に可愛がる。
現世出身の日本人の父親とアメリカ人でニューヨークの名家の魔法使いの母親との間に生まれた二重のハーフで、西洋魔法と日本魔法の混合術を使える。いつもしている魔法道具のヌードカラーのマニキュアは塗った指先から魔力を放ち、触れた相手の心をとりこにする。
流川 峰月（るかわ みづき）
血液型：A型 / 誕生日：12月24日 / 星座：やぎ座
オリーブの顧問の魔法使い。現代文の先生。熱海とカグヤノクニをつなぐポータルを管理する。あおばやコニーからはみづきちゃんと呼ばれ親しまれている。
オリーブの保護者としてきちんとしているが若いころはあおばによく似た問題児で、カグヤノクニに迷い込んだ幼少期のスズに魔法の存在を教えてしまったのは彼女。

### スズの同級生
矢島 サキ（やじま サキ）
血液型：A型 / 誕生日：8月1日 / 星座：しし座
軽音部員でギター担当。スズの幼なじみで彼女への愛着はオリーブの先輩たちに引けをとらない。
恩田 ツバサ（おんだ ツバサ）
血液型：A型 / 誕生日：5月20日 / 星座：おうし座
天文部員の物静かな女の子。世の中の不思議なことが大好き。
スズと仲良くなるにつれその先輩のあおばが魔法使いではないかとの疑問を抱き、本人に直接尋ねてその正体を明かしてもらっている。文化祭の後、魔法世界の大学への進学を目指すか今すぐ魔法の記憶を失うかを選ぶよう千歳に迫られ、進んで前者を選ぶ。
設楽 マイコ（したら マイコ）
血液型：AB型 / 誕生日：7月31日 / 星座：しし座
ダンス部員の元気な女の子。ツバサとは小2以来の幼なじみ。

### スズの家族
スズ、えま、父、母の四人で暮らしている。母親の名前や容姿などはいまだ不明。シャコたんという猫を飼っている。
月之宮 えま（つきのみや えま）
血液型：O型 / 誕生日：9月22日 / 星座：おとめ座
スズの妹で中学2年生。ハキハキとしたしっかり者。料理上手で姉の弁当を作ることもしばしば。
姉と同様「守人」の一族として、周囲の人間に幸運を振りまく力を持っている。
月之宮 礼司（つきのみや れいじ）
スズとえまの父親。当代の守人。彼も守人としての力を持っており、隠した物や目の前にない物などを「匂い」によって知覚できる（匂いのしない物でも可）。

### 軽音部
一条 こまち（いちじょう こまち）
血液型：A型 / 誕生日：6月10日 / 星座：ふたご座
高校2年生で軽音部部長。ギターとボーカルを担当。衣装作りが得意。
滝本 ユキ（たきもと ユキ）
血液型：B型 / 誕生日：4月15日 / 星座：おひつじ座
高校2年生。ドラム担当。
花岡 モモ（はなおか モモ）
血液型：B型 / 誕生日：2月17日 / 星座：みずがめ座
高校1年生。ベース担当。

### その他の魔法使い
天神 千歳（あまがみ ちとせ）
血液型：O型 / 誕生日：10月23日 / 星座：てんびん座
カグヤノクニの首長。魔法世界八大魔女の一人。礼司とは彼が小さいころから親交がある。幼いころに神獣に呪いをかけられ不老不死となり、以来その時の幼い姿のまま年齢を重ねている。
文化祭の日を境に熱海に魔法の影響が現れはじめたことを受け、女子高生に扮して現世の状況を探りに来るようになる。
吉原 風香（よしはら ふうか）
血液型：A型 / 誕生日：7月19日 / 星座：かに座
スズたちの高校の先生。科目は生物を担当。同僚のみづきからは自宅へ夕食に誘われるなど交友がある。
リリィ・ナナ・クルス
スズたちの後輩でアメリカから来た魔法使い。金髪碧眼の小柄な美少女。憧れのちゑと一緒に学ぶために来日し、彼女と同じ寮に住みはじめる。父親はアメリカ人の魔法使いで母親は現世出身の日本人。
ミフネ
カグヤノクニ警備局のトップを務める女性。読心術を用いることができる。カグヤノクニに迷い込んだ幼少期のスズに封印魔法を施した。
延喜（えんぎ）
ウチツクニの首長。遊女のような姿をした女性。

## 用語・設定
表記揺れのある用語については使用回数の多い表記を採用。
オリーブ
スズたちの通う高校にある手品部の愛称。現世で暮らしたい魔法使いの子がうまく魔法を使って現世社会に溶け込めるよう訓練をする所。顧問はみづき。
カグヤノクニ
魔法世界に存在する国の一つ。カグヤとも略称される。ポータルを通ることで熱海と行き来できる。熱海の山の中に築かれており、カグヤノクニ側の杖閣という塔と、熱海の守人の祈祷の力によって維持されている。
魔法世界
現世と隔離された、魔法使いの住む世界。日本の魔法世界は「五畿八道13国」に分かれ、カグヤノクニもその内の一つ。魔法使いは人との長い歴史の中で自分たちとその世界の存在を人から隠すようになった。
現世（うつしよ）
魔法の存在を知らない人間たちが暮らす世界に対する魔法世界側の呼称。魔法使いは現世の人間に魔法の存在を明かしてはいけない決まりになっている。
隠り世（かくりよ）
現世とも魔法世界とも異なる、召喚獣と魔物の住む第三の世界。カグヤノクニはこの世界とのつながりを厳重に管理かつ遮断している一方、魔法使いは魔法陣を用いてこの世界の召喚獣を呼び出すことができる。
ポータル
現世と魔法世界をつなぐ結界。現世の人間には感知することも通過することもできない。熱海―カグヤノクニ間のポータルは現在はみづきが管理している。
守人（もりびと）
月之宮家の一族が代々務めてきた役職。毎日の祈祷によって熱海とカグヤノクニのバランスを保つ。当代はスズの父礼司。守人の一族は魔法は使えないものの代々強力で特殊な力を生来的に有している。
杖閣
カグヤノクニを維持するために建てられた巨大な塔。作中では老朽化した旧型の五本の杖閣と新型のより大きな一本のみの杖閣が存在する。文化祭前日にカグヤノクニが隠り世とつながったのは、当日に行われていた新杖閣への切り替えテストの際にカグヤノクニの空間魔力のバランスが崩れてしまったため。

## 書誌情報
- 文月ふうろ 『オリーブ！Believe,"Olive"?』 芳文社〈まんがタイムKRコミックス〉、全3巻
  1. 2015年11月11日発行（2015年10月27日発売）、ISBN 978-4-8322-4631-7
  2. 2016年12月11日発行（2016年11月26日発売）、ISBN 978-4-8322-4771-0
  3. 2018年2月11日発行（2018年1月27日発売）、ISBN 978-4-8322-4912-7

カバー下には作中で登場した魔法道具や魔法陣に関する解説が収録されている。